# Georgina Pinedo
Georgina Soledad Pinedo (Buenos Aires, 30 maggio 1981) è una pallavolista argentina.
Gioca nel ruolo di schiacciatrice nel Volley 2002 Forlì.

## Carriera
Georgina Pinedo inizia la sua carriera da pallavolista professionista, a Buenos Aires, nella squadra locale, in serie A, a 20 anni. Dopo una stagione, nel 2002 passa alla Roma Pallavolo, in serie A2.Nella stagione 2003-2004 Georgina passa agli spagnoli del CV Albacete. Nella stagione successiva viene acquistata dal CV Cordoba, sempre in Spagna. La sua ultima stagione in Spagna è nel CV Valencia. Nella stagione 2006-2007 Georgina comincia la sua carriera in Turchia nel Polisan Degirmendere per poi passare, nella stagione successiva nel Nilüfer Belediye Spor Kulübü. Nel 2008 viene acquistata dal Volley San Vito, squadra che milita in serie A2.In quest'ultima stagione Georgina chiude al terzo posto della classifica punti e il San Vito Volley riesce a conquistare l'accesso ai play-off A1. Nel mese di giugno del 2009 passa al Chieri dove sfiora la promozione in A1. Nel luglio 2010 viene ufficializzata nel Cuatto Volley Giaveno. Nel giugno 2011 viene ingaggiata dalla squadra coreana del Korea Expressway dove gioca fino al mese di gennaio 2012, per passare poi all'İqtisadçı Voleybol Klubu, squadra che milita nel massimo campionato azero.
Nella stagione 2012-13 passa al Bursa BB, squadra turca che milita nella Voleybol 1. Ligi turca, ma già ad ottobre lascia il club. A gennaio del 2013 si trasferisce nella squadra francese dell'Entente Sportive Le Cannet-Rocheville Volley-Ball.
A settembre del 2013 si trasferisce in Russia per giocare con la squadra del Volejbol'nyj klub Leningradka. Dal 21 gennaio 2014, ritorna in Italia con i colori del Volley 2002 Forlì.

## Palmarès

### Nazionale (competizioni monori)
- Coppa panamericana 2008
- Final Four Cup 2008
- Final Four Cup 2010